# Araceli Sagüillo
Araceli Sagüillo nace en el municipio de Venta de Baños, en Palencia, aunque actualmente reside en Valladolid. Es escritora, poeta y promotora cultural. Cofundadora de los movimientos literarios 'Juan de Baños' y 'Sarmiento'.

## Trayectoria
La poeta Araceli Sagüillo ha publicado más de veinte libros de poemas. Sus poemas han sido traducidos al portugués, italiano, búlgaro, croata, árabe y catalán.
Ha sido invitada a numerosos eventos literarios, lecturas, charlas, recitales. Fundando, junto al poeta Andrés Quintanilla Buey, los movimientos literarios 'Juan de Baños' en Palencia y 'Sarmiento' en Valladolid, dirigiendo durante cuarenta años, sin interrupción, hasta el año 2019, las veladas poéticas Viernes del Sarmiento, celebradas en el salón de actos del BBVA, centro cultural de relevancia en el centro de Valladolid.
En 2013 crea y patrocina el Premio Internacional de Poesía "Treciembre", con una alta participación de poetas de diferentes lugares nacionales e internacionales. En 2014 promueve y dirige la colección de poesía "Treciembre", con más de doce títulos, incluidas cinco antologías, reuniendo en total a más de 300 poetas.
De su obra se han realizado estudios y tesis doctorales en España y en Italia, como La llamada infinita (una reflexión sobre el poemario Sólo esa mirada de la autora) de Jaime Rollán; Infancia y recuerdo en voces poéticas femeninas para el siglo XXI, publicado en Tierras de León, por Jaime Rollán;El misterio en la lírica de Araceli Sagüillo, tesis doctoral de Ángela Labate; Araceli Sagüillo: En la Alameda, tesis doctoral de Arianna Colonnese (Italia); Araceli Sagüillo: una mujer, una poeta, tesis doctoral de Sonia Di Blasi (Italia); Araceli Sagüillo, Academia Peloritana del Pericolantei (Italia); Recuerdo, imaginación y sensismo en la lírica de Araceli Sagüillo, también en Italia. 
Se le han concedido importantes premios y reconocimientos tanto por su obra como por su trayectoria. En 1994 fue nombrada Palentina del año y en 2011 recibió el Bautismo de Recuerdo en la Casa de Zorrilla en Valladolid. También, se le concedió la medalla 'Juan de Baños', que lleva el nombre de Alba de Cerrato.
Ha participado en numerosas antologías con otros poetas como El ciego que ve, un homenaje a Antonio Colinas, o Travesías del Alma, una ofrenda a Teresa de Jesús, entre muchas otras.
Ha coordinado y dirigido la revista poética Albor, de la Academia Castellano y Leonesa de la Poesía. Ha promovido y coordinado varios libros dedicados a Andrés Quintanilla Buey, con la Diputación de Valladolid, la Diputación de Palencia, y la Antología 2000 actos culturales patrocinada por el BBVA. Ha recopilado y publicado resúmenes anuales de los poemas y autores que han intervenido en 'Los Viernes del Sarmiento'.

## Premios
- Fiesta de la Primavera, en Valladolid.
- En 1993 ganó el primer Premio de Narrativa José Ramón Escalada con la obra Tamar, en Reinosa, Cantabria.
- Villa de Baltanás, en Palencia.
- Justo Alejo, en Valladolid.
- En 1994, la Casa de Palencia en Valladolid la nombra Palentina del Año.
- En 2011 recibió el Bautismo de Recuerdo en la Casa de Zorrilla, en Valladolid.
- Medalla 'Juan de Baños', Alba de Cerrato.

## Obra
- Tamar, 1993. Premio de Narrativa José Ramón Escalada, Reinosa, Cantabria.
- La Charca de los lirios, 1994, Rocamador, Palencia.
- Mujer, 1996, Álamo, Salamanca.
- Tiempo de silencio, 1999, Editorial Azul, Valladolid.
- Manantial, 2001, Academia Castellano y Leonesa de la Poesía, Valladolid.
- Las voces, 2002, Editorial Azul, Valladolid
- Solo esa mirada, 2004, edición bilingüe español-italino.
- La llamada infinita, 2004, Editorial Azul, Valladolid.
- Versos inéditos, 2005, edición bilingüe español-italiano.
- El sonido de las horas y En la Alameda, 2005. Reeditado en 2022 en la Colección Treciembre de Poesía, Editorial Azul, Valladolid.
- La música del agua, 2006, edición bilingüe español-italiano.
- El tren de las diez, 2007, Valladolid.
- Lo que nunca se encuentra, 2007, Excma. Diputación de Palencia.[15]
- El ático vacío, 2009, Editorial El taller del poeta, Pontevedra.
- Treciembre existe, 2011, Editorial Azul, Valladolid.
- A la deriva, 2012, Editorial Azul, Valladolid.
- Desde entonces, 2014.
- Vibrando la memoria, 2016, Editorial Azul, Valladolid.
- Las moiras, 2016, Ediciones Vitruvio, Madrid.
- Nosotros, 2018, Ediciones Vitruvio, Madrid.[16][17]
- Inefable tierra, 2020, Ediciones Vitruvio, Madrid.[18][19][20]
- Precisamente Ariana, 2021, Ediciones Torremozas, Madrid.[21][22]
- La sombra de los sueños, 2023, Editorial Azul, Valladolid.[23]